# アン・ハサウェイ
アン・ジャクリーン・ハサウェイ（英: Anne Jacqueline Hathaway, 1982年11月12日 - ）は、アメリカ合衆国の女優。

## 生い立ち
ニューヨーク市ブルックリン区出身。父親のジェラルド・ハサウェイは弁護士、母親のケイト・マッコーレーは舞台女優。名前の由来は劇作家ウィリアム・シェイクスピアの妻アン・ハサウェイからである。マイケルという兄とトーマスという弟がいる。先祖はアイルランド人とフランス人、さらにたどるとドイツ人とアメリカ先住民の血を引く。
カトリックで育ったため修道女になりたかったが15歳の時に兄がゲイだということを知り、兄の性的指向を認めない宗教には属せないと感じその道を諦める。それをきっかけに彼女を含めた家族全員がカトリック教会から離脱した。
ニュージャージー州の高校時代にはオールイースタン高校選抜合唱団の一員として、カーネギー・ホールの舞台に立ったこともある。高校卒業後、ニューヨークの俳優養成学校に入学し、『恋の手ほどき』などの舞台に出演。また、ヴァッサー大学で英文学を学んでいたが、2005年からはニューヨーク大学に編入。

## キャリア
1999年にテレビシリーズ『ゲット・リアル』の主人公に抜擢され、ティーン・チョイス・アワードやヤング・アーティスト・アワードの女優賞（ドラマ部門）にノミネートされる。
2001年公開の『プリティ・プリンセス』で映画デビュー。全米で1億ドルを超えるヒットとなり、ブレイクする。王女役の役作りのために、スウェーデンのヴィクトリア王女関連の本を読み漁ったという。2002年2月にミュージカル『Carnival!』でブロードウェイデビューを果たす。2004年には『プリティ・プリンセス』の続編が公開され、9500万ドルのヒットとなる。これにより人気女優となったが、プリンセスのイメージが定着し、理想の役が得られずに低迷する。
2005年公開の『ブロークバック・マウンテン』でアイドル的なイメージを払拭。2006年公開の『プラダを着た悪魔』ではメリル・ストリープ扮する鬼編集長のアシスタントを演じ、コメディエンヌとしての才能が開花。1億ドルを超えるヒットとなった。2007年公開の『ジェイン・オースティン 秘められた恋』ではイギリスの作家ジェーン・オースティンを演じた。

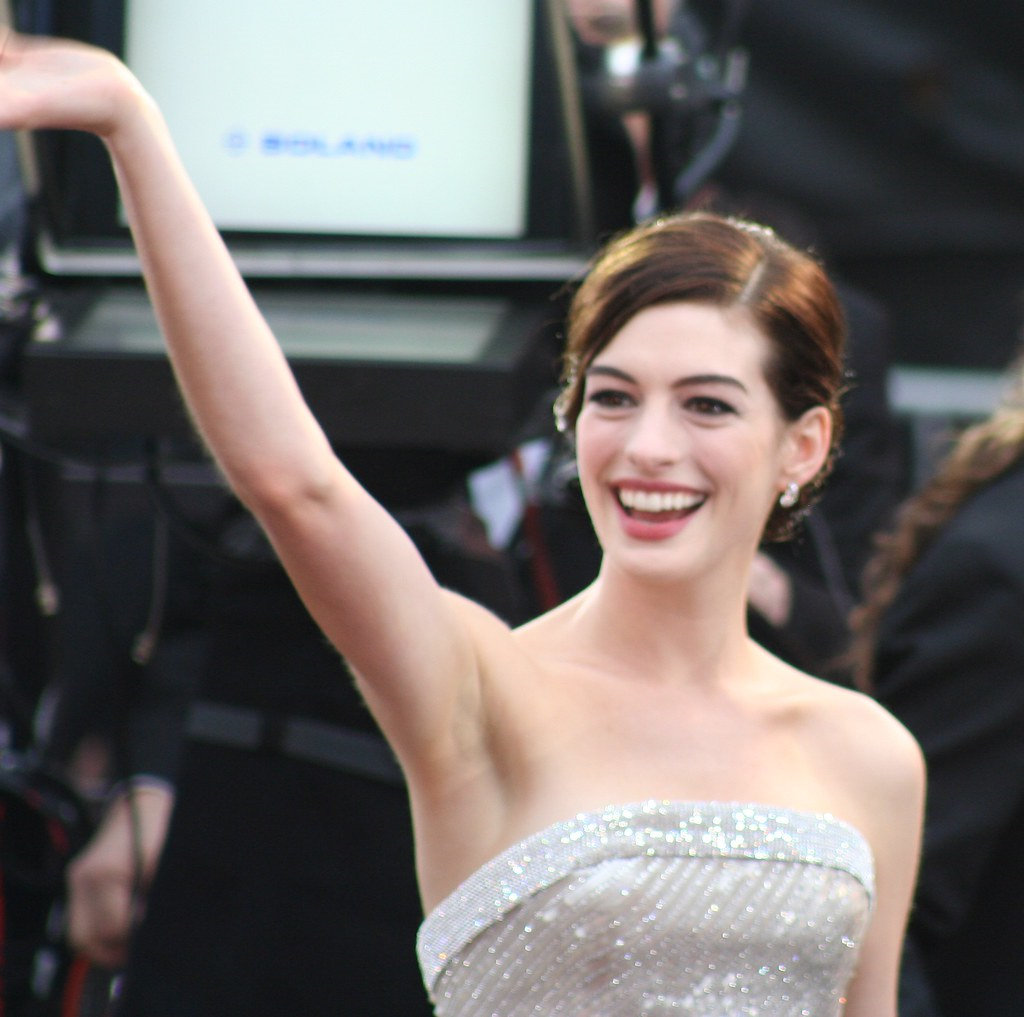
2009年　アカデミー賞授賞式にて

2008年公開の『レイチェルの結婚』で元薬物中毒者を演じ、クリティクス・チョイス・アワード主演女優賞などを受賞し、アカデミー主演女優賞にノミネートされた。
2010年公開の『ラブ & ドラッグ』でゴールデングローブ賞 主演女優賞（ミュージカル・コメディ部門）にノミネートされた。第83回アカデミー賞の司会をジェームズ・フランコと共に務める。
2012年は、アンにとって大きな飛躍の年となった。『ダークナイト ライジング』にセクシー＆グラマーな美しい女怪盗・キャットウーマン/セリーナ・カイル役で出演。ボディラインが一目で分かる体にピッタリ密着した衣装（ボディスーツ）を身にまといながらも華麗にアクションをこなす必要があるため、肉体改造を徹底的に行った。クリストファー・ノーラン監督から映画『インセプション』でジョセフ・ゴードン＝レヴィットが2ヵ月間トレーニングを積み、戦いのシーンなどをすべて自分で演じきったエピソードを告げられ、その足で「彼のオフィスを出た後、すぐにジムに向かいました」とコメントしている。その結果、マーシャルアーツをマスターしてアクションシーン初挑戦ながらハイキックなどの難易度の高いアクションシーンをほぼ全て自身で演じた。しかし、このボディスーツはアンのウエストサイズより5cmも小さいため常に全身を締め付けられてしまい、細身のアンにとっても着続けるのが困難で、「一日が終わる頃には苦しかった。特にバットポッドに乗るシーンでは前傾姿勢でぐっとお尻を突き出すから、すごく締め付けが強くて下着を着けるのも嫌になるほど。アクションシーンは敵役だけじゃなくて長い髪やブラの肩紐やショーツのゴムとも戦わなければならなかったわ。撮影が終わって服も下着も全部脱ぎ捨てた時の解放感がたまらなかった」と漏らしたほどだった。また、12月公開の『レ・ミゼラブル』にてファンティーヌを演じ、吹き替えなしのミュージカルに挑戦。第85回アカデミー賞助演女優賞を受賞した。また、同作にてこれまで2度、ノミネートしていたゴールデングローブ賞助演女優賞を受賞した。この二作の成功で美貌と実力を兼ね備えたハリウッド女優として地位を不動のものにした。
2015年、『リップ・シンク・バトル』に出演。『プラダを着た悪魔』で共演したエミリー・ブラントと対決し、メアリー・J.ブライジの「ラヴ」とマイリー・サイラスの「レッキング・ボール」をリップシンクした。2015年に唯一出演した映画はナンシー・マイヤーズ監督の『マイ・インターン』だった、アンにとってそれぞれ憧れの俳優と監督であるロバート・デ・ニーロとマイヤーズとともに仕事がしたいというのもあったが、脚本に感動して出演を熱望した。マイヤーズ監督の映画のオーディションを受けたのはこれが3回目だった。映画は350万ドルの制作費に対して1億9400万ドルの配給収入をもたらす大ヒットになった。

## 私生活
- 2004年からイタリア人実業家のラファエロ・フォリエリと4年間交際していたが、2008年6月18日に破局が発表された[11]。その後、フォリエリは詐欺行為などで逮捕された (en:Raffaello Follieri scandal) [12]。

- 2011年11月に3年間交際していた俳優のアダム・シュルマンとの婚約を発表し[13]、2012年9月29日に挙式を行った[14]。

- 2016年、第1子の男児を出産。

- 2019年7月26日に、自身のインスタグラムで第2子を妊娠している事を発表、同年11月に第2子の男児を出産。

- べジタリアンであったが、2019年3月にはやめたとの報道があった[15]。また、複数のチャリティー団体を支援している。

- 性的魅力が無いと言われることについては耳を貸さず、「私はさそり座の女、土曜の夜にどうなってしまうか私自身分かっているの」と回答した[16]。

- 2024年アメリカ合衆国大統領選挙の投票日、ペンシルヴァニアの大学で票を入れようと列に並ぶ学生たちの長蛇の列を目にしたハサウェイは列に向かって「並んでいるならどうかどうか列を離れないで」「投票は魔法だけどじれったいもの」「だけどどうかどうか列を離れないで」とサブリナ・カーペンターの曲を替え歌にして歌い出し、長時間列に並ぶ学生達を鼓舞した[17][18]。

## 出演作品
※太字表記は主演。

### 映画
| 年   | 題名                                                                                  | 役名                                 | 備考 | 吹き替え               |
| ---- | ------------------------------------------------------------------------------------- | ------------------------------------ | --- | ---------------------- |
| 2001 | プリティ・プリンセス The Princess Diaries                                             | ミア・サーモポリス                   | | 甲斐田裕子             |
| 2001 | 幸せになるための恋の手紙 The Other Side of Heaven                                     | ジェーン・サビン                     | TBA |                        |
| 2002 | 猫の恩返し The Cat Returns                                                            | 吉岡ハル                             | 声の出演（英語版吹き替え） | 池脇千鶴（原語の声優） |
| 2002 | ディケンズのニコラス・ニックルビー Nicholas Nickleby                                  | マデリン・ブレイ                     | | 大坂史子               |
| 2004 | アン・ハサウェイ 魔法の国のプリンセス Ella Enchanted                                  | エラ                                 | 佐々木愛（ソフト版） 園崎未恵（Netflix版） |                        |
| 2004 | プリティ・プリンセス2/ロイヤル・ウェディング The Princess Diaries 2: Royal Engagement | ミア・サーモポリス                   | 甲斐田裕子 |                        |
| 2005 | リトル・レッド レシピ泥棒は誰だ!? Hoodwinked!                                         | レッド                               | 声の出演 | 上野樹里               |
| 2005 | アン・ハサウェイ/裸の天使 Havoc                                                       | アリソン・ラング                     | | 甲斐田裕子             |
| 2005 | ブロークバック・マウンテン Brokeback Mountain                                         | ラリーン・ニューサム・ツイスト       | | 甲斐田裕子             |
| 2006 | プラダを着た悪魔 The Devil Wears Prada                                                | アンドレア・サックス                 | 小松由佳（ソフト版） 小林沙苗（日本テレビ版） |                        |
| 2007 | ジェイン・オースティン 秘められた恋 Becoming Jane                                     | ジェーン・オースティン               | 園崎未恵 |                        |
| 2008 | ゲット スマート Get Smart                                                             | エージェント99                       | 林真里花（ソフト版） 田中敦子（テレビ朝日版） |                        |
| 2008 | ブルース&ロイドのボクらもゲットスマート Get Smart's Bruce and Lloyd: Out of Control   | エージェント99                       | カメオ出演（クレジットなし） | TBA                    |
| 2008 | レイチェルの結婚 Rachel Getting Married                                               | キム・バッチマン                     | アカデミー主演女優賞ノミネート ゴールデングローブ賞主演女優賞（ドラマ部門）ノミネート 全米映画俳優組合賞主演女優賞ノミネート クリティクス・チョイス・アワード主演女優賞受賞 ナショナル・ボード・オブ・レビュー賞主演女優賞受賞 | よのひかり             |
| 2008 | パッセンジャーズ Passengers                                                           | クレア・サマーズ                     | | 魏涼子                 |
| 2009 | ブライダル・ウォーズ Bride Wars                                                       | エマ・アレン                         | 中村千絵 |                        |
| 2010 | バレンタインデー Valentine's Day                                                      | リズ・カーラン                       | 小松由佳 |                        |
| 2010 | アリス・イン・ワンダーランド Alice in Wonderland                                      | 白の女王                             | 深田恭子（劇場公開版） 高橋真麻（フジテレビ版） |                        |
| 2010 | ラブ & ドラッグ Love and Other Drugs                                                  | マギー・マードック                   | ゴールデングローブ賞主演女優賞（ミュージカル・コメディ部門）ノミネート | 小松由佳               |
| 2011 | ブルー/初めての空へ Rio                                                               | ジュエル                             | 声の出演 | 恒松あゆみ             |
| 2011 | ワン・デイ 23年のラブストーリー One Day                                               | エマ・モーリー                       | | 小松由佳               |
| 2012 | ダークナイト ライジング The Dark Knight Rises                                         | セリーナ・カイル / キャットウーマン  | 園崎未恵 |                        |
| 2012 | レ・ミゼラブル Les Misérables                                                         | ファンティーヌ                       | アカデミー助演女優賞受賞 英国アカデミー賞 助演女優賞受賞 ゴールデングローブ賞 助演女優賞受賞 全米映画俳優組合賞助演女優賞受賞 クリティクス・チョイス・アワード助演女優賞受賞                                                   | （吹き替え版なし）     |
| 2013 | ドン・ジョン Don Jon                                                                  | エミリー・ロンバード                 | カメオ出演 | TBA                    |
| 2014 | ブルックリンの恋人たち Song One                                                       | フラニー・エリス                     | 兼製作 | 小松由佳               |
| 2014 | ブルー2 トロピカル・アドベンチャー Rio 2                                              | ジュエル                             | 声の出演 | 恒松あゆみ             |
| 2014 | インターステラー Interstellar                                                         | アメリア・ブランド                   | | 園崎未恵               |
| 2015 | マイ・インターン The Intern                                                           | ジュールズ・オースティン             | | 園崎未恵               |
| 2016 | アリス・イン・ワンダーランド/時間の旅 Alice Through the Looking Glass                 | 白の女王                             | [ 19 ] | 深田恭子               |
| 2016 | シンクロナイズドモンスター Colossal                                                   | グロリア                             | 兼製作総指揮 | 甲斐田裕子             |
| 2018 | オーシャンズ8 Ocean's Eight                                                           | ダフネ・クルーガー                   | | 甲斐田裕子             |
| 2019 | セレニティー:平穏の海 Serenity                                                        | カレン・ザリアカス                   | Netflixオリジナル映画 | 小松由佳               |
| 2019 | ザ・ハッスル The Hustle                                                               | ジョセフィーヌ・チェスターフィールド | 日本劇場未公開 | 甲斐田裕子             |
| 2019 | ダーク・ウォーターズ 巨大企業が恐れた男 Dark Waters                                   | サラ・バーレイジ・ビロット           | | （吹き替え版なし）     |
| 2020 | マクマホン・ファイル The Last Thing He Wanted                                         | エレナ・マクマホン                   | Netflixオリジナル映画 | 甲斐田裕子             |
| 2020 | 魔女がいっぱい The Witches                                                            | 大魔女                               | | 朴璐美                 |
| 2021 | ロックダウン Locked Down                                                              | リンダ・サーマン                     | 日本劇場未公開 | 甲斐田裕子             |
| 2022 | アルマゲドン・タイム ある日々の肖像 The Idea of You                                   | エスター・グラフ                     | | 園崎未恵               |
| 2024 | ブルックリンでオペラを She Came To Me                                                 | パトリシア                           | （吹き替え版なし） |                        |
| 2024 | アイデア・オブ・ユー 〜大人の愛が叶うまで〜 The Idea of You                           | ソフィー                             | 兼製作 | 小松由佳               |
| 2026 | The Devil Wears Prada 2                                                               | アンドレア・サックス                 | |                        |
| 2026 | オデュッセイア (映画) The Odyssey                                                     | TBA                                  | |                        |
| TBA  | The Princess Diaries 3                                                                | ミア・サーモポリス                   | |                        |
| TBA  | Untitled FBI Wedding Sting Comedy                                                     | TBA                                  | |                        |

### テレビ
| 年        | 題名                                                                    | 役名                 | 備考                                                          | 吹き替え           |
| --------- | ----------------------------------------------------------------------- | -------------------- | ------------------------------------------------------------- | ------------------ |
| 1999-2000 | ゲット・リアル Get Real                                                 | ミーガン・グリーン   | メインキャスト 計22話出演                                     | （吹き替え版なし） |
| 2008      | サタデー・ナイト・ライブ Saturday Night Live                            | ホスト               | 「Anne Hathaway/The Killers」                                 | （吹き替え版なし） |
| 2009      | ザ・シンプソンズ The Simpsons                                           | ジェニー             | 声の出演 第20シーズン第17話「バートの一目ぼれ」               | （吹き替え版なし） |
| 2010      | ザ・シンプソンズ The Simpsons                                           | ペネロピ姫           | 声の出演 第21シーズン第10話「スプリングフィールドのおとぎ話」 | （吹き替え版なし） |
| 2010      | サタデー・ナイト・ライブ Saturday Night Live                            | ホスト               | 「Anne Hathaway/Florence + the Machine」                      | （吹き替え版なし） |
| 2010      | ファミリー・ガイ Family Guy                                             | マギーの母           | 声の出演 第8シーズン第13話「Go, Stewie, Go!」                 | （吹き替え版なし） |
| 2010      | ファミリー・ガイ Family Guy                                             | 本人役               | 声の出演 第8シーズン第16話「April in Quahog」                 | （吹き替え版なし） |
| 2011      | 第83回アカデミー賞 83rd Academy Awards                                  | ホスト               | テレビスペシャル ジェームズ・フランコとの共同ホスト           | （吹き替え版なし） |
| 2011      | ファミリー・ガイ Family Guy                                             | ブロンド             | 声の出演 第9シーズン第18話「It's a Trap!」                    | （吹き替え版なし） |
| 2012      | サタデー・ナイト・ライブ Saturday Night Live                            | ホスト               | 「Anne Hathaway/Rihanna」                                     | （吹き替え版なし） |
| 2012      | ザ・シンプソンズ The Simpsons                                           | ジェニー             | 声の出演 第24シーズン第1話「バートの恋愛事情」                | （吹き替え版なし） |
| 2019      | モダン・ラブ 〜今日もNYの街角で〜 Modern Love                           | レキシー             | アンソロジーシリーズ 計2話出演                                | 坂井恭子           |
| 2020      | セサミストリート: エルモのおうちで遊ぼう Sesame Street: Elmo's Playdate | 本人                 | テレビスペシャル                                              | 園崎未恵           |
| 2021      | Solos 〜ひとりひとりの回想録〜 Solos                                    | レア                 | アンソロジーシリーズ 第5話「レア」                            | 甲斐田裕子         |
| 2022      | WeCrashed 〜スタートアップ狂騒曲〜 WeCrashed                            | レベッカ・ニューマン | ミニシリーズ、計8話出演                                       | 園崎未恵           |

## 日本語吹き替え
主に担当しているのは、以下の三人である。
甲斐田裕子
ハサウェイのデビュー作である『プリティ・プリンセス』で初担当。初期から現在まで、多くの作品を吹き替えている。2000年代中頃を境に以下の二名の担当が増えたことで長らくハサウェイを担当する機会は少なくなっていたものの、『シンクロナイズドモンスター』と『オーシャンズ8』で再登板を果たし、自身のブログで「私に帰ってきたアン・ハサウェイ！」と歓喜のコメントを寄せた。
園崎未恵
『ジェイン・オースティン 秘められた恋』で初担当。園崎のハサウェイは業界内でも評価が高く、フィックスと評されることもあるものの、園崎自身は競合してハサウェイを吹き替えた甲斐田や小松に敬意を払っていることから「大変ありがたいこと」としつつも恐縮し、「そんなことないですよ」と返しているという。
小松由佳
ハサウェイの代表作である『プラダを着た悪魔』（ソフト版）で初担当。小規模作品の担当機会が多いことから、謙遜も込めて「どうも。地味め映画のアンハサウェイ担当吹替声優、小松です」と冗談めかしたコメントを自身のSNSで発信している。
このほかにも、恒松あゆみ、坂井恭子、深田恭子、小林沙苗、田中敦子なども声を当てている。

## CM
ユニリーバ・ジャパン 「ラックス スーパーリッチシャイン」（2019年 - ）